# On Line Editora
On Line Editora é uma editora brasileira sediada em São Paulo. Sua publicações são distribuídas  em livrarias e bancas de jornal do Brasil, de Portugal e da Espanha, com 2,4 milhões de exemplares vendidos mensalmente.[carece de fontes?]

## Quadrinhos
Em 2007, a editora lançou sob o selo Brazilian Comics, títulos lincenciados de Bad Boy, Angus e uma nova revista do Pequeno Ninja (personagem do início da década de 1990). Em meados de 2006 a Onn Line Editora Lançou a Revista Oficial Rebelde que que vendeu de milhões de revistas, no mesmo ano publicou quadrinhos da franquia Transformers.
Em 2009, lançou a revista Sonic X, revista públicada originalmente pela Archie Comics.
Em 2010, sob o selo "Clássicos em Quadrinhos", publicou títulos baseados em clássicos da literatura mundial.
A Editora publicou mensalmente os quadrinhos do Universo Expandido de Star Wars (anteriormente publicado pela Ediouro) e quadrinizações dos filmes da Disney.
Ainda em 2010, a editora fez sua estréia no mercado de mangás publicando dois títulos da editora Tokyopop, Diário da Lua Negra e Orange Crows e dois da Del Rey Manga, uma adaptação e uma prequela do filme O Último Mestre do Ar.
A Editora também publica a revista Cartoon em Ação contendo histórias dos personagens das séries animadas do Cartoon Network:  Ben 10, Samurai Jack, As Meninas Superpoderosas e Os Meninos Desordeiros, Megas XLR, As Aventuras de Juniper Lee e A Turma do Bairro, publicadas originalmente nos Estados Unidos pelo selo Johnny DC, selo infanto-juvenil da DC Comics.
Também adquiriu a licença da linha de mangás da Disney, títulos que chegaram a ser oferecidos a Editora Abril, porém está não se interessou.
Um desses títulos é a versão japonesa da revista italiana W.I.T.C.H. (publicada pela Editora Abril).